# Se mi ami davvero
Se mi ami davvero è un singolo dei cantanti italiani Mina e Adriano Celentano pubblicato il 23 giugno 2017 come quarto estratto promozionale dall'album Le migliori.

## La canzone
Scritta e prodotta da Mondo Marcio, la canzone è in stile R&B, e contiene anche un assolo rap di Celentano. Il testo tratta di una discussione coniugale, causata dalla volontà di entrambi di voler cambiare l'altro. Per questo giungono alla conclusione, che si ripetono a vicenda: "Se mi ami davvero, accettami per come sono".

## Video musicale
Il videoclip è un video d'autore diretto da Carlo Verdone e con protagonisti lo stesso Verdone e Geppi Cucciari. Venne mostrato in anteprima durante lo speciale "Dedicato a MinaCelentano" andato in onda su Rai 1 il 12 dicembre 2016, e caricato su Youtube due giorni dopo, raggiungendo 3,8 milioni di visualizzazioni.

## Tracce
Download digitale
1. Se mi ami davvero – 3:42

## Formazione
- Mina - voce[5]
- Adriano Celentano - voce
- Mondo Marcio - arrangiamento, programmazione, tastiere, composizione, produzione
- Massimiliano Pani - coro
- Pino Pischetola - missaggio
- Celeste Frigo - registrazione